# Cronologia dell'età ellenistica
Questa voce contiene la cronologia dell'età ellenistica.
L'ellenismo (da cui età ellenistica) è una dicitura storiografica moderna per riferirsi ai tre secoli che seguirono la morte di Alessandro Magno, in cui la cultura «ellenica», la cultura dell'antica Grecia, si espanse rapidamente in Eurasia grazie alle conquiste di Alessandro e che, fondendosi con altre culture, portò alla nascita di una nuova cultura fiorente in cui splendettero filosofia, letteratura, arte, scienza e pensiero comune (solitamente raggruppati come cultura alessandrina).
L'età ellenistica concerne la storia della Grecia, Anatolia, Egitto, Vicino Oriente, Asia centrale, India e della regione del Mediterraneo e Mar Nero. Questa cronologia fornisce un resoconto dei principali cambiamenti storico-culturali che caratterizzarono l'età ellenistica come guerre, conquiste e formazioni di regni, ma anche avvenimenti culturali rilevanti. Verranno invece saltati gli anni in cui non si svolgono eventi importanti.

## Anni 320 a.C.

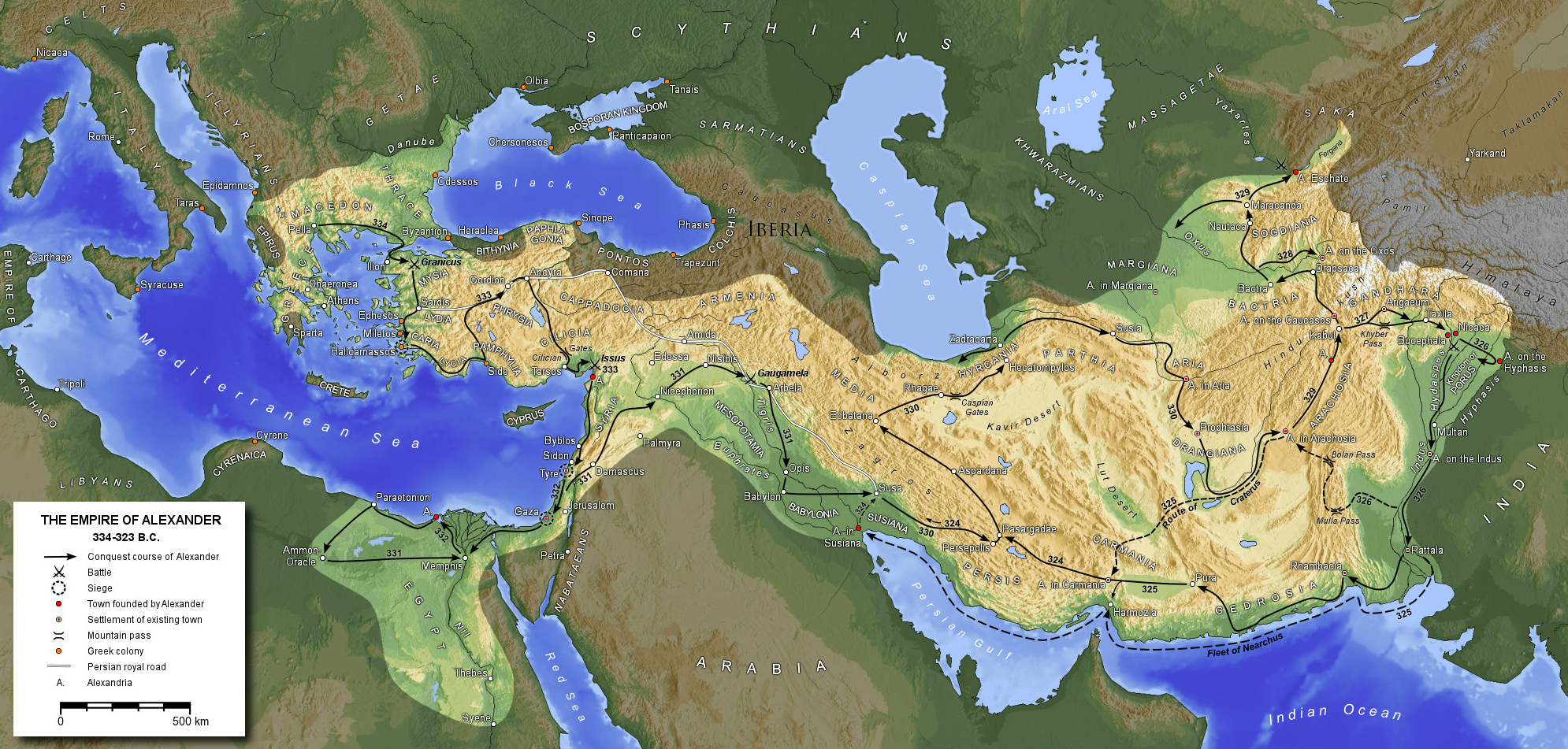
Massima estensione dell'impero di Alessandro Magno alla vigilia della sua morte

### 323 a.C.
- Morte di Alessandro Magno: il condottiero macedone aveva intrapreso assieme ai suoi generali una lunga campagna di conquiste e invasioni iniziata nel 336 a.C. (data della salita al trono dopo la morte del padre Filippo II), portando alla nascita di un impero, ai tempi il più grande impero conosciuto. Conteneva infatti al suo interno le regioni storiche della Macedonia e Tracia fino alla foce del Danubio, gran parte dell'Asia Minore, l'Egitto e tutti i territori precedentemente appartenuti al defunto impero achemenide, spingendosi fino ai margini dell'India e dell'Arabia. Inoltre aveva piena egemonia sulla Grecia avendo riunito le antiche polis e alleanze elleniche nella lega di Corinto. Dovette poi ritirarsi a causa dell'ammutinamento dei suoi stanchi soldati, e non riuscì a consolidare il suo impero, infatti morì di una malattia non chiara a Babilonia il 10 giugno e lasciò i suoi possedimenti al «generale più forte».[2]
- Tra i generali di Alessandro Magno si crea subito tensione, e si formano due principali fazioni tra generali: da una parte il partito di Meleagro, il quale voleva instaurare al trono Filippo III Arrideo, fratellastro illegittimo di Alessandro; e il partito di Perdicca, il quale voleva attendere la nascita del figlio di Alessandro dalla moglie Rossane (Alessandro IV, nato quell'anno).[3]
- Spartizione di Babilonia: i principali generali di Alessandro (che facevano parte della somatofilachia) decisero di spartirsi i territori del regno tra loro, mentre riconoscevano Alessandro IV e Filippo III (in congiunzione con la moglie Euridice II) come re, Perdicca inoltre veniva nominato reggente dell'intero impero – di nota sono Tolomeo a capo dell'Egitto, Antipatro e Cratero a capo della Macedonia e tecnicamente della Grecia, Lisimaco a capo della Tracia, Antigono a capo della Turchia ed altri minori. Inizia l'età dei Diadochi.[4]

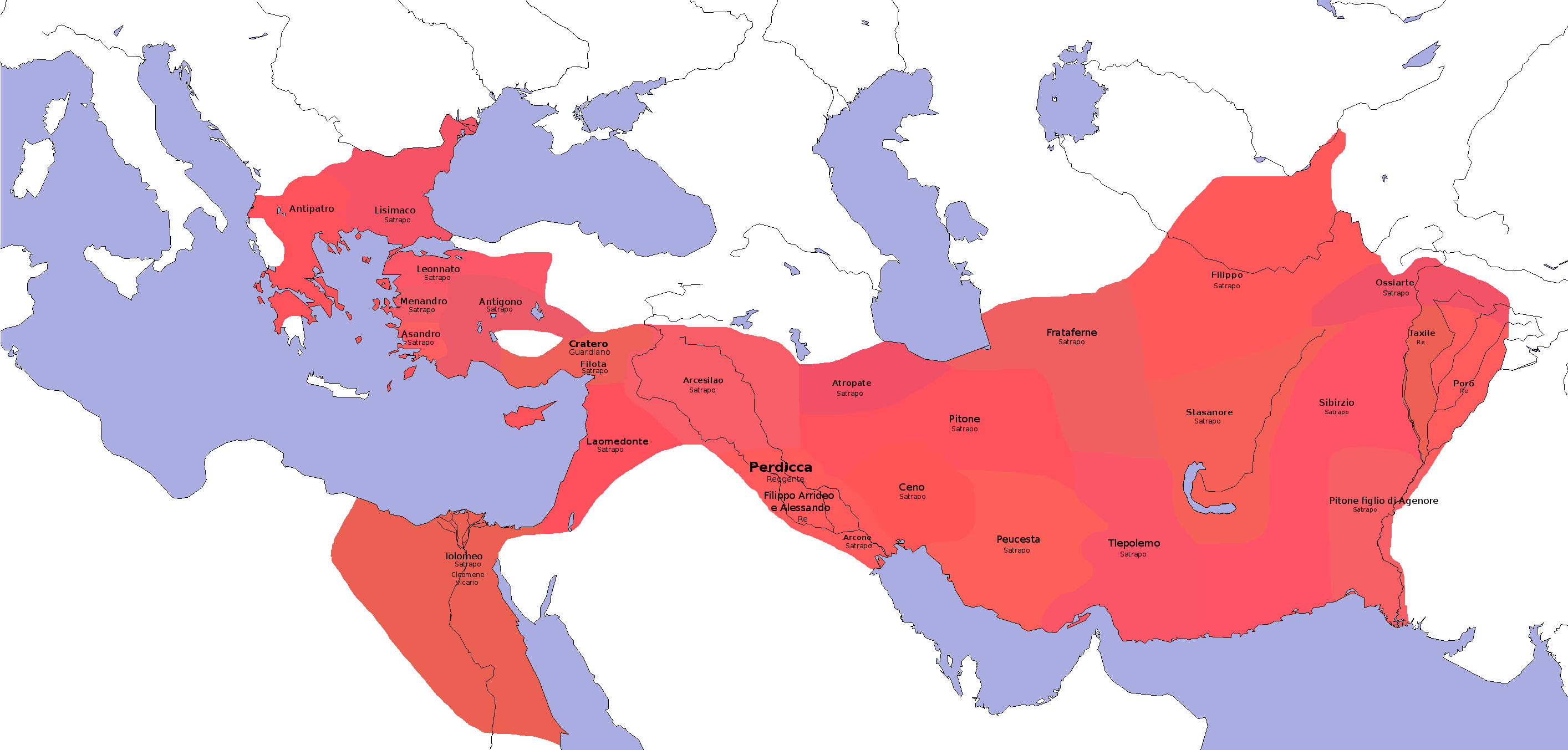
Suddivisione dell'impero dettata dalla spartizione di Babilonia (non concordata da ogni fonte)

- Guerra lamiaca: saputo della morte di Alessandro, la poleis di Atene si ribellò all'egemonia macedone e riunì le principali forze greche (tra cui la lega etolica, tessala, Argo, Sicione ma non Sparta) e, alla testa di Leostene, attaccarono Antipatro assediandolo a Lamia.[5]
- Demostene, esponente principale dell'ala anti-macedone, viene richiamato dall'esilio e torna ad Atene.
- Aristotele fugge in esilio volontario a Calcide per le sue visioni filo-macedoni; Teofrasto diventa il nuovo capo del liceo peripatetico.

### 322 a.C.
- Clito il Bianco sconfigge la flotta ateniese nelle battaglie delle Echinadi e di Amorgo, annientando gli alleati insulari della città; Leonnato invece accorre in soccorso di Antipatro a Lamia e rompe l'assedio.
- Nella battaglia di Crannone le forze dei Diadochi coalizzati sconfiggono la lega ellenica, Atene si arrende e i suoi due politici più importanti, Focione e Demade, si incontrano con Antipatro e firmano la resa, concludendo la guerra lamiaca.
- La lega di Corinto viene abolita e le città-stato greche finiscono sotto il diretto controllo di Antipatro – alcune città non lo accettarono mai e si riunirono in leghe anti-macedoni, mentre altre riconobbero la sottomissione, pur rivendicando un senso di autonomia.[6]
- Prima guerra dei Diadochi: Antigono, Antipatro, Tolomeo ed altri diadochi si muovono contro Perdicca dopo aver saputo della sua intenzione di sposare Cleopatra, sorella di Alessandro Magno.[7]
- Furto della salma di Alessandro Magno, che viene trasportata in segreto dagli uomini di Tolomeo a Menfi e poi Alessandria.
- Muoiono nello stesso periodo Demostene (avvelenatosi), Iperide (giustiziato) ed Aristotele ancora in esilio.
- Chandragupta Maurya fonda l'impero Maurya, ma inizialmente non interferisce oltre i confini dell'India.

### 321 a.C.
- Eumene, alleato di Perdicca, si scontra con Cratero nella battaglia dell'Ellesponto e lo uccide; Perdicca tenta di invadere l'Egitto ma dopo una grave sconfitta presso il Nilo viene assassinato a tradimento da alcuni suoi comandanti (tra cui figura Seleuco).
- Spartizione di Triparadiso: dopo la morte di Perdicca i Diadochi si riuniscono per spartire nuovamente l'impero, viene mantenuta la suddivisione di Babilonia e sono sostituiti i Diadochi deceduti, mentre Antipatro diventa il nuovo reggente dell'impero – in particolare a Seleuco viene data la Babilonia mentre a Cassandro la Caria.[8]
- Eumene viene spodestato perché ancora fedele a Perdicca, per cui i tre diadochi lo affrontano nelle regioni montuose della Cappadocia.

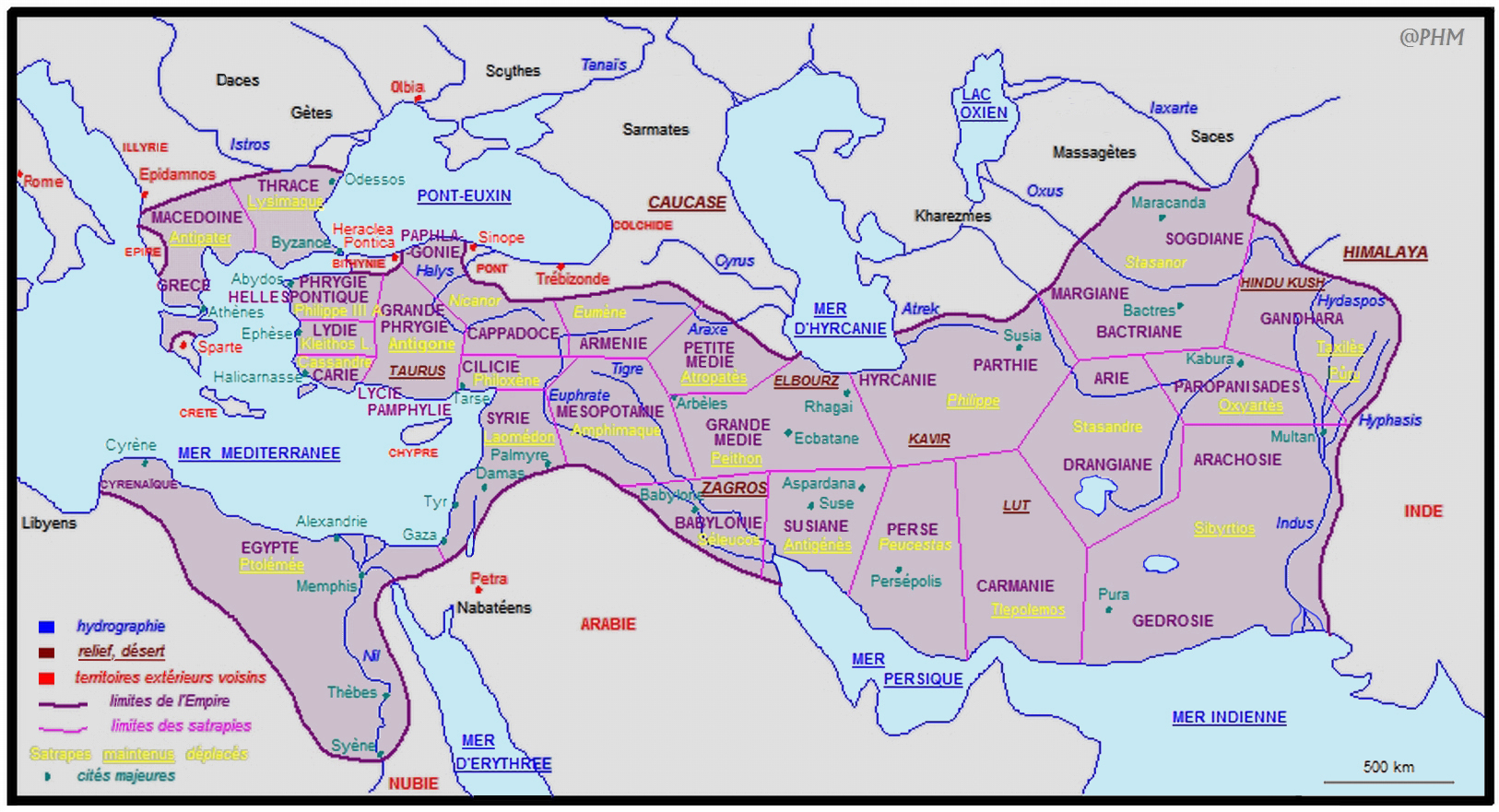
Nuova spartizione dell'impero

- Mitridate e Oronte III si dichiarano indipendenti e uniscono le satrapie di Grande e Piccola Armenia formando il regno di Armenia; altri piccoli regni vicini includono quello del Bosforo Cimmerio, Colchide, Iberia, Albania, Atropatene, Sofene e le popolazioni della Cappadocia e Paflagonia.[9]

### 320 a.C.
- Tolomeo espande i domini della sua satrapia egiziana.
- Alessandria d'Egitto supera Babilonia in grandezza territoriale e in quanto di densità demografica, divenendo il centro culturale dell'Ellenismo.[10]
- Poro, rivale indiano di Alessandro, viene assassinato e spodestato da Eudemo, ma viene poi vendicato da suo figlio.

## Anni 310 a.C.

### 319 a.C.
- Antigono attacca Eumene e lo sconfigge nella battaglia di Orkynia, ma egli riesce a fuggire e si rinchiude a Nora, in seguito batte anche i comandanti di Eumene che erano fuggiti nella battaglia di Cretopoli.
- Seconda guerra dei Diadochi: Antipatro si ammala e muore, al suo posto viene nominato come reggente e Diadoco di Macedonia Poliperconte, questo fa infuriare però Cassandro, figlio di Antipatro, con il supporto degli altri Diadochi conquista la maggior parte della Macedonia e della Grecia, Poliperconte riceve invece il supporto di Eumene il quale tenta di invadere la Siria.[11]
- Olimpiade, madre di Alessandro, si allea con Poliperconte per sostenere il suo nipote; il regno d'Epiro attacca la Macedonia di Cassandro.

### 318 a.C.
- Antigono tenta di allearsi con Eumene, ma quest'ultimo coagula tutti i satrapi orientali e assedia Babilonia, in seguito si ritira oltre il Tigri.
- Cassandro dichiara guerra a Poliperconte ed Olimpiade e si allea con Euridice II, inizia un confronto militare dove inizialmente ha la peggio, infatti molte città greche defezionano verso Poliperconte (parte della ben più grande guerra civile macedone, in più fasi e che si concluderà molti anni dopo).[12]

### 317 a.C.
- Nicanore, al servizio di Antigono combatte Clito il Bianco presso Bisanzio, nonostante un'iniziale vittoria Clito perde la vita.
- Seleuco si allea con Antigono ed espelle Eumene da Babilonia, in seguito le armate si scontrano nella battaglia di Paraitacene che si rivelò una vittoria pirrica.
- Cassandro riceve l'appoggio di Atene e installa in città un vassallo, Demetrio Falereo.[13]
- Poliperconte si unisce all'esercito di Olimpiade e insieme all'epirota Eacide attaccano la Grecia, Filippo III ed Euridice II vengono assassinati lasciando solo Alessandro IV sul trono ormai puramente teorico (con Olimpiade come reggente).

### 316 a.C.
- Antigono ed Eumene si affrontano insieme ai loro alleati un'ultima volta nella battaglia della Gabiene, sebbene risulti inconcludente, i generali di Eumene lo tradiscono e trattano con Antigono, in seguito consegnando Eumene che viene messo a morte.
- Cassandro sconfigge Poliperconte e in seguito negozia con lui; poi affronta Olimpiade a Pidna ed ella si arrende, verrà in seguito imprigionata e giustiziata nonostante un'iniziale esitazione essendo la madre del Condottiero. Cassandro assume la reggenza dell'impero e prende in ostaggio Alessandro IV e sua madre Rossane, confinandoli ad Anfipoli da dove non usciranno vivi. Sposa anche Tessalonica, sorellastra di Alessandro.[14]
- Questa è la situazione politica dell'impero – Tolomeo governa ancora in Egitto, Cassandro sulla maggior parte della Macedonia e Grecia, Lisimaco in Tracia e infine Antigono e Seleuco governano sulla parte orientale dell'impero, ma non vi sono confini definiti. Molti degli altri Diadochi sono morti e pochi infatti ne rimangono.

### 315 a.C.
- Terza guerra dei Diadochi: Antigono aspira al titolo reale e desidera rifondare l'impero di Alessandro Magno, per questo si rende "satrapo d'Oriente", entra a Susa e poi a Babilonia, Seleuco fugge e viene accolto da Tolomeo che in seguito si allea anche con Cassandro.[15]
- Poliperconte spedisce suo figlio Alessandro per concludere un'alleanza con Antigono e inizia una campagna propagandistica proponendo Eracle, figlio illegittimo di Alessandro Magno avuto da Barsine, come nuovo sovrano.
- Cassandro conquista l'Epiro e concede parziale autonomia ad alcune città greche, dove installa dei fantocci, in seguito convince Alessandro di Poliperconte ad allearsi con lui e disertare da Antigono.

### 314 a.C.
- Alessandro figlio di Poliperconte viene assassinato a Sicione, sua moglie Cratesipoli conquista la città e la governa per conto di Poliperconte, che stava cercando di esercitare potere nel Peloponneso.
- Antigono si prepara per la guerra contro gli altri Diadochi – dopo aver ucciso gli ultimi Diadochi minori rimasti (in particolare Peitone) si allea con la lega etolica e forma la lega nesiotica composta da isole dell'Egeo.
- La coalizione Cassandro-Lisimaco-Tolomeo-Seleuco attacca la lega nesiotica e devasta la città di Agrinio.

### 313 a.C.
- Antigono manda Telesforio per aiutare Poliperconte nel Peloponneso, mentre lascia suo figlio Demetrio a capo dell'Anatolia, a seguito insieme a Prepelao ed Eupolemo si dirige nel Levante e si scontra con Tolomeo; Asandro tradisce Antigono e passa dalla parte di Tolomeo.
- Lisimaco si scontra con un contingente di Antigono nell'odierna Bulgaria, quest'ultimo istiga anche una rivolta dei Traci.
- Il regno dell'Epiro si ribella a Cassandro e richiama il re Eacide, che in seguito si unisce con Aristodemo di Mileto (capo della lega etolica) e si impegnano a liberare le città del Peloponneso.[16]
- Filippo, fratello di Cassandro intercetta Eacide e lo vince in Acarnania, Eacide muore poco dopo; Cassandro invece insegue Aristodemo e lo sconfigge presso Apollonia in Illiria.
- Cassandro spedisce delle forze in aiuto di Asandro e poi riconquista l'isola di Lemno.

### 312 a.C.
- Tolomeo invade la Palestina trionfando nella battaglia di Gaza contro Demetrio di Antigono e lo insegue fino alle porte di Tiro, in Fenicia.
- Seleuco decide di ritornare a Babilonia per affrontare Antigono indipendentemente, questo evento è visto come la nascita dell'impero Seleucide.[17]
- Cassandro forza il nuovo re dell'Epiro, Alceta II, ad allearsi con lui dopo averlo sconfitto, ma dopo la sua cacciata dal trono dell'Epiro tradisce Cassandro e gli fa perdere il controllo sulla Grecia settentrionale.
- Telesforio, assieme a Poliperconte e Tolomeo (figlio di Antigono), combattono Cassandro in Eubea dove vincono. Dopo aver sottomesso l'Eubea sbarcano in Grecia e si alleano con la lega beotica, procedendo a sottomettere la maggior parte della Grecia continentale e Peloponneso.

### 311 a.C.
- Guerra babilonese: Seleuco prende Babilonia con la forza e convince alcuni generali di Antigono ad unirsi a lui, in seguito riesce a respingere un esercito di Nicanore e in seguito conquista Susa ed Ecbatana.[18]
- Demetrio sconfigge Tolomeo I in Siria e quest'ultimo decide di ritirarsi in Egitto.
- Pace di Dinasti: Antigono conclude un armistizio con i Diadochi – riconosce Tolomeo, Lisimaco e Cassandro (non intervenendo nel conflitto tra lui e i suoi tre alleati, che defezionarono) e si dichiara stratega del regno Antigonide; tutti i Diadochi inoltre continuano a riconoscere Alessandro IV come re, adesso un dodicenne.
- Antigono spedisce suo figlio a combattere contro il regno Nabateo mentre lui stesso va contro Seleuco.
- Cassandro inizia dei trattati con Tolomeo, oltre che i tre generali di Antigono in Grecia.

### 310 a.C.
- Tolomeo viola la pace e invade la Cilicia.
- Nicanore e Demetrio tentano di attaccare Seleuco sul Tigri, ma quest'ultimo li disperde e consolida ufficialmente il suo controllo su quasi tutto l'Oriente macedone.

## Anni 300 a.C.

### 309 a.C.
- Cassandro uccide Alessandro IV e sua madre Rossane, estinguendo la dinastia argeade, legalmente i Diadochi riconoscono ancora Alessandro come re, non essendo venuti a sapere della sua morte.[19]
- Anche Poliperconte si allea con Cassandro (che uccide Eracle di Macedonia), in questo modo Cassandro ha di nuovo il pieno controllo su Macedonia e Grecia.
- Le forze di Tolomeo, sbarcate nel Sud dell'Anatolia, arrivano sull'isola di Coo.
- Fondazione della scuola di Epicuro, culla del pensiero dell'epicureismo.

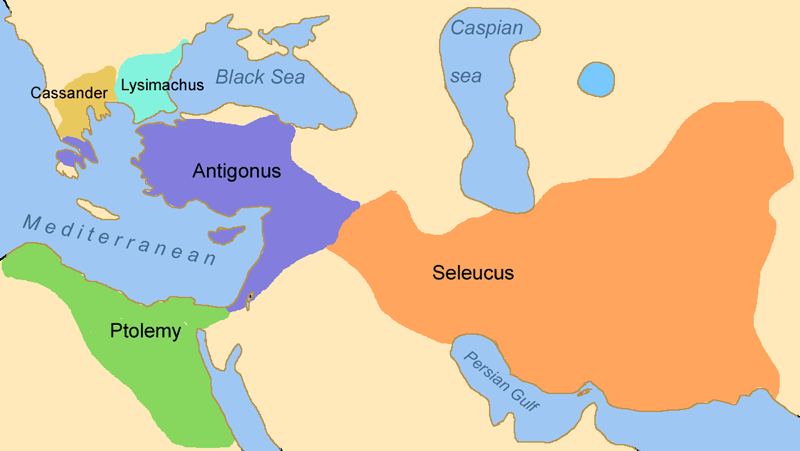
Teatro geopolitico del Medio Oriente nel 309 a.C.

### 308 a.C.
- Tolomeo si allea con Cassandro e riceve i territori di Corinto, Sicione e Megara Nisea, prima appartenuti a Poliperconte.
- Quarta guerra dei Diadochi: Antigono redirige il suo esercito verso la Mesopotamia e affronta Seleuco in due battaglie, dove viene sconfitto abbandonando l'ambizione di riconquistare le satrapie orientali.[20]

### 307 a.C.
- Antigono conclude una pace con Seleuco e ritorna nei suoi territori dove prepara un nuovo esercito per conquistare la Grecia e parte poco dopo con suo figlio Demetrio.
- Demetrio approda al Pireo e lo conquista, Demetrio Falereo decide di arrendersi e conclude un armistizio con Antigono, Demetrio diventa quindi governatore della Grecia e si scontra con le forze di Tolomeo, inoltre si allea con Pirro, nuovo re dell'Epiro.[21]

### 306 a.C.
- Demetrio parte dalla Grecia e riconquista la Cilicia per poi abbattere le difese di Tolomeo nella decisiva battaglia di Salamina in Cipro.
- Antigono tenta di invadere l'Egitto ma Tolomeo riesce a respingerlo.

### 305 a.C.
- Seleuco dichiara guerra a Chandragupta per recuperare le antiche terre dell'impero che erano andate perse ma gli indiani hanno la meglio, risultando nel primo confronto tra Occidente ed India (guerra seleuco-maurya).[22]
- Antigono e Demetrio assediano Rodi, l'ultimo territorio ancora soggetto a Tolomeo nell'Egeo; l'isola di Rodi riesce a trionfare e per commemorare la vittoria qualche anno dopo innalzeranno il colosso di Rodi.
- Tolomeo si incorona ufficialmente re d'Egitto, iniziando l'Egitto tolemaico.
- Megastene viene spedito da Seleuco dall'Aracosia a Pataliputra, scriverà un trattato sull'India chiamato Indica andato perso ma menzionato da Arriano e Strabone.[23]

### 304 a.C.
- Antigono conclude un armistizio con l'isola di Rodi.
- Cassandro e Demetrio si affrontano nei pressi di Atene più volte, Cassandro viene respinto.

### 303 a.C.
- Come risultato della vittoria di Atene la maggior parte del Peloponneso si unisce alla causa di Demetrio.
- Seleuco firma un trattato di pace con Chandragupta scambiando alcuni territori in cambio di elefanti da guerra.[24]
- Cassandro chiede aiuto a Lisimaco, Tolomeo e Seleuco per sconfiggere Antigono una volta per tutte.

### 302 a.C.
- Seleuco invade l'Asia Minore mentre Tolomeo invade la Siria, Lisimaco sbarca nell'Ellesponto mentre alcuni comandanti disertano verso Lisimaco, in particolare Filetero, che riceve la fortezza di Pergamo.
- Cassandro viene sconfitto in Tessaglia e si ritira nella Macedonia storica, viene inoltre riformata temporaneamente la Lega di Corinto; prima di poter sconfiggere Cassandro una volta per tutte Demetrio viene richiamato in Asia Minore ad aiutare il padre Antigono.
- Cassandro riconquista i territori di Demetrio e si incorona re di Macedonia iniziando il regno ellenistico di Macedonia (per differenziarlo dal regno macedone esistito prima di Alessandro Magno).

### 301 a.C.
- Questa data è convenzionalmente impostata come la fine dell'impero di Alessandro Magno, infatti nell'ultimo decennio del IV secolo a.C. i diversi Diadochi si erano dichiarati re dei propri regni, abolendo il titolo ancora tenuto dal defunto Alessandro IV; i regni ellenistici formati sono – il regno ellenistico di Macedonia di Cassandro con capitale Pella, il regno Lisimachide di Lisimaco con capitale Lisimachia, il regno Antigonide di Antigono con capitale Antigonea (oggi Nicea), l'Egitto tolemaico di Tolomeo con capitale Alessandria d'Egitto e l'impero Seleucide di Seleuco con capitale Seleucia al Tigri.
- Morte di Antigono: ucciso durante la decisiva battaglia di Ipso contro gli altri Diadochi, la sua morte porta allo sgretolamento del suo regno che viene spartito tra Lisimaco che si prende l'Anatolia occidentale e Seleuco la parte orientale, mentre Tolomeo il Levante; Demetrio ritorna in Grecia determinato ancora a sconfiggere Cassandro.[25]

Mondo ellenistico nel 301 a.C.

### 300 a.C.
- Pirro, che aveva partecipato alla battaglia di Ipso viene fatto prigioniero ma riesce a concludere un'alleanza con Tolomeo e ne sposa la figlia, così il regno d'Epiro diventa un regno ellenistico; in seguito fa sposare un'altra figlia (Arsinoe II) con Lisimaco.
- Seleuco sposa Stratonice, figlia di Demetrio.
- Nasce la corrente filosofica dello stoicismo, ad opera di Zenone di Cizio, in parte derivata dal pensiero di Cratete di Tebe.
- Anniceride di Cirene riforma il pensiero della scuola cirenaica.
- Culto di Serapide introdotto in Egitto.

## Anni 290 a.C.

### 298 a.C.
- Tolomeo dona un'altra delle sue figlie ad Agatocle, tiranno di Siracusa; mentre sottomette finalmente la Cirenaica.

### 297 a.C.
- Zipoite I fonda il regno di Bitinia e si fa monarca.
- Morte di Cassandro: presumibilmente morto di edema, viene succeduto dal figlio Alessandro IV, ma alla sua morte pochi mesi dopo il trono passa ai fratelli Alessandro V ed Antipatro II, il regno dei due viene immediatamente messo in dubbio da Demetrio che invade la Grecia.

### 295 a.C.
- Demetrio invade Atene e si allea con Tolomeo sposandosi con un'ennesima sua figlia.
- Nascono contrasti tra i due sovrani macedoni che non vogliono condividere il trono.
- Timone di Fliunte preserva per iscritto il pensiero di Pirrone, portando alla nascita del Pirronismo.

### 294 a.C.
- Alessandro V spodesta Antipatro II il quale cerca di allearsi con Demetrio, ma quest'ultimo caccia entrambi (uccidendo Alessandro) e si dichiara il nuovo re della Macedonia.
- Demetrio I viene riconosciuto dagli altri sovrani come re della Macedonia, riportando al trono la dinastia del padre deceduto Antigono, inoltre assume l'epiteto Poliorcete.[26]
- Demetrio attacca la città di Sparta per sottometterla ma decide poi di ritirarsi per consolidare il resto del regno.
- Pirro espande il suo regno per includere la Grecia settentrionale.

### 293 a.C.
- La lega beotica e altre città greche si ribellano all'egemonia di Demetrio, Sparta istiga la maggior parte delle rivolte.
- Seleuco nomina suo figlio Antioco come co-regnante e gli assegna in particolare le terre ad Ovest dell'Eufrate.

### 292 a.C.
- Lisimaco guerreggia con i Geti ma viene sconfitto e temporaneamente fatto prigioniero, per quanto venga poi liberato con un compromesso.
- Antigono II, figlio di Demetrio, sconfigge gli ellenici rivoltosi a Tebe mentre il padre approfitta della prigionia di Lisimaco per tentare di invadere i suoi territori.

## Anni 280 a.C.

### 288 a.C.
- Lisimaco contrasta le mire espansionistiche di Demetrio alleandosi con i sovrani vicini – lui e Pirro attaccano Demetrio dal Settentrione occupando la Macedonia propria, mentre Seleuco e Tolomeo incitano le polis greche alla rivolta (quest'ultimo riesce anche ad espandere la sua zona d'influenza), Atene e gran parte della Grecia defeziona.
- Tolomeo Filadelfo diventa co-reggente di Tolomeo.

### 287 a.C.
- Gli eserciti di Demetrio si ammutinano e rimangono fedeli solo gli squadroni di suo figlio Antigono, decide quindi di spedire suo figlio a riconquistare Atene mentre lui tenta di invadere Lidia e Caria senza successo.
- Pirro si proclama re di Macedonia spodestando Demetrio.
- Nasce Archimede.

### 286 a.C.
- Demetrio viene sconfitto dagli eserciti congiunti di Lisimaco e Seleuco che arriva in Asia Minore.
- Pirro viene tradito da Lisimaco e cacciato, in seguito proclamandosi nuovo re della Macedonia, in seguito unifica i due regni.
- Antigono II riesce a sottomettere gran parte della Grecia.

### 285 a.C.
- Tolomeo decide di abdicare e passa il trono al figlio Tolomeo II Filadelfo, morirà pochi anni dopo per cause naturali.
- Completamento del Faro di Alessandria.

### 284 a.C.
- Tolomeo Cerauno, erede al trono ma ripudiato da Tolomeo, fugge nel regno di Lisimaco e cospira insieme a sua sorella (moglie di Lisimaco), alcune città anatoliche si ribellano.[27]

### 283 a.C.
- Antigono II Gonata si dichiara re di Macedonia in opposizione a Lisimaco.
- Tolomeo II incarica Zenodoto direttore della biblioteca di Alessandria, sarà l'esponente dei grammatici alessandrini e inizierà la prima compilazione scritta dei poemi omerici moderna.

### 282 a.C.
- Filetero fonda il regno di Pergamo e si allea con Seleuco.

### 281 a.C.
- Quinta guerra dei Diadochi: questa l'ultima, Lisimaco viene attaccato da Seleuco che era venuto in aiuto, qui uccide Lisimaco nella battaglia di Curupedio, in seguito cerca di invadere la Macedonia per ottenere il titolo reale vacante ma si tiene l'Anatolia.
- Tolomeo Cerauno uccide Seleuco e si incorona re della Macedonia e Lisimachia, con questo atto si conclude la generazione dei Diadochi e inizia quella degli Epigoni. Seleuco è succeduto da suo figlio Antioco.[28]
- Il regno del Ponto si rende indipendente.

### 280 a.C.
- Antioco tenta di sottomettere l'intera Anatolia ma si ritira, in seguito affronta Tolomeo II nella cosiddetta Guerra Damascena.
- Pirro e Tolomeo Cerauno firmano un patto di alleanza e segnano i confini imperiali. Il regno d'Epiro si estendeva fino ad Ambracia mentre al regno di Macedonia passavano i territori dell'impero Lisimachide con l'eccezione di quasi tutti i territori Anatolici che furono presi dall'impero Seleucide, inoltre il regno si estendeva fino alla Tessaglia; le città-stato greche – la lega etolica, lega achea, Sparta, Atene, Delfi ed entità minori – godevano di ampia autonomia benché politicamente dipendenti dalla Macedonia.

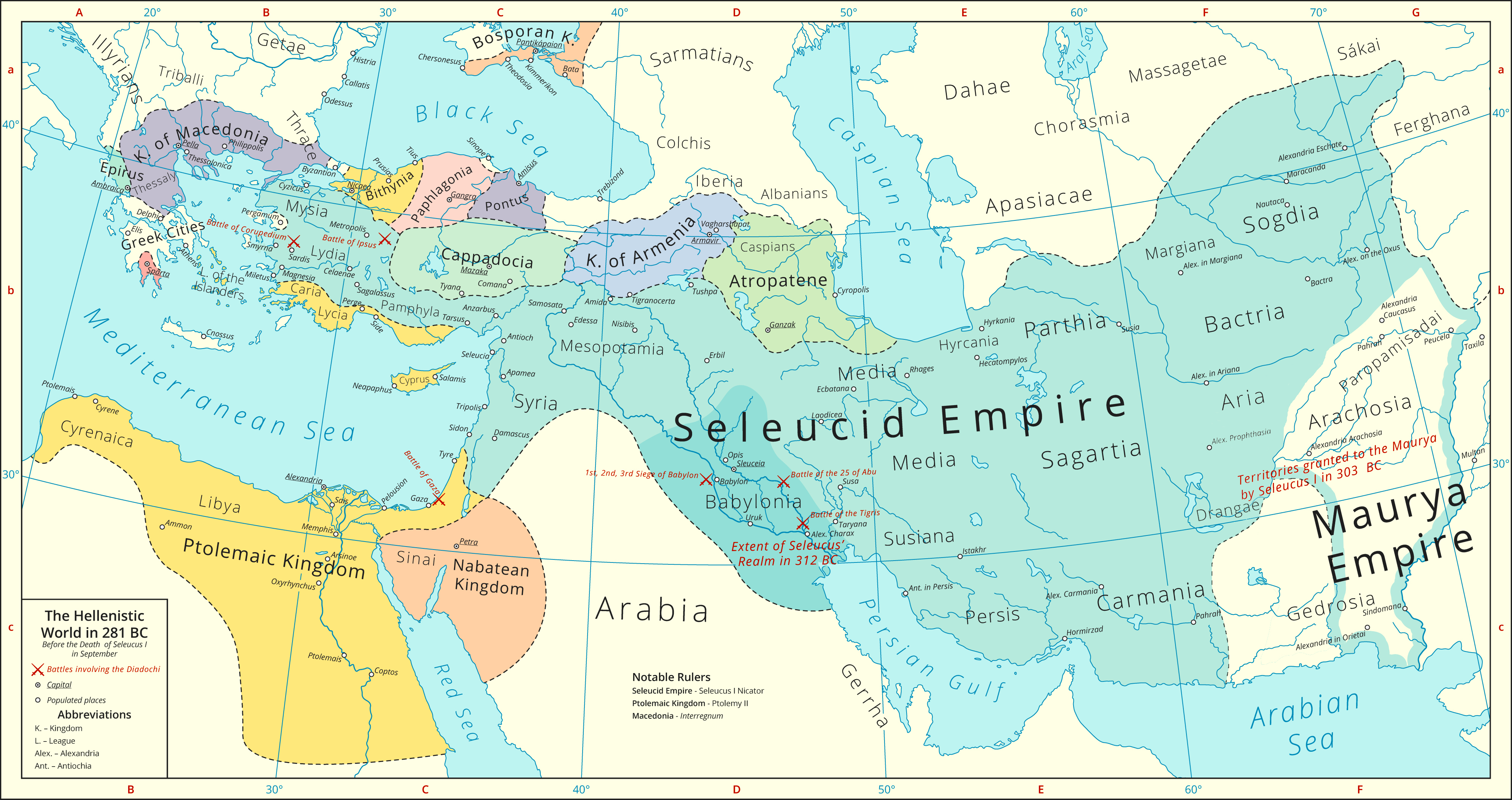
Civiltà ellenistica reduce della conclusione dell'era dei Diadochi.

## Anni 270 a.C.

### 279 a.C.
- Inizio delle ostilità tra Antioco, Tolomeo II e Tolomeo Cerauno, i due fratelli inoltre si confrontano nella guerra di successione siriaca con cui Tolomeo II attacca la Tracia e poi Mileto.
- Spedizioni celtiche nei Balcani: onde migratorie di popolazioni celtiche provenienti in massa dalla Pannonia decidono di spostarsi verso Sud – la prima ondata, guidata da Ceretrio e Bolgio, invade Tracia e Macedonia e riescono a uccidere Tolomeo Cerauno per poi indietreggiare[29]; la seconda, capitanata da Brenno e Acicorio, scende in Grecia e riescono a saccheggiare Delfi spingendosi fino alle Termopili, vengono però sconfitti e ripiegano a Tylis guidati da Comontorio[30].
- Alla morte di Tolomeo Cerauno i troni di Macedonia e Tracia passano rapidamente a più generali nello stesso anno – Meleagro (fratello di Tolomeo), Antipatro Etesia (nipote di Cassandro), e Sostene (un altro nipote).

### 278 a.C.
- Una terza banda di migratori (composta dalle tribù galliche dei Volci Tectosagi, Tolistobogi e Trocmi) comandata da Leonnorio e Lutario attraversa il Bosforo insieme ai profughi delle precedenti ondate e vengono accolti in Bitinia, stanziatisi in Galazia sono resi vassalli da Antioco I; lentamente le popolazioni si ellenizzeranno venendo chiamati Galati, e nascerà il regno di Galazia.[31]
- Antigono II Gonata si allea con Antioco e viene riconosciuto come re di Macedonia, ristabilisce in seguito il regno e spartisce il regno di Lisimaco che cessa di esistere. La dinastia Antigonide governerà senza interruzioni sulla Macedonia terminando gli anni di rivalità, in seguito espelle gli ultimi invasori celti.
- Regno di Nicomede I sulla Bitinia.

### 274 a.C.
- Prima guerra siriaca: Tolomeo II attacca Antioco I e lo sconfigge in Siria grazie ai contributi della sua nuova moglie, Arsinoe II (moglie di Lisimaco e in realtà sua sorella).[32]
- Pirro ritorna dopo la sua sconfitta in Italia e compie un colpo di mano dichiarandosi di nuovo re della Macedonia in contrapposizione con Antigono, in seguito tenta di invadere Macedonia e Grecia.

### 272 a.C.
- Come risultato della sconfitta di Antioco, Tolomeo si appropria della Fenicia, Cilicia e Caria.
- Pirro scende nel Peloponneso su richiesta di Cleonimo, erede spodestato dal trono di Sparta, poco dopo assedia Sparta ma incontra feroce resistenza, decide di ritirarsi verso Argo, qui, nel mezzo di una battaglia alquanto confusa, Pirro rimane ucciso e Antigono si riprende il trono.[33]

### 271 a.C.
- Antigono, recuperata la Macedonia, tenta di rinforzare la sua influenza sulla Grecia – essendosi alleato già con Sparta ed Argo, posiziona fantocci in varie polis e si rende stratega della lega tessala, e soggioga l'Eubea.

## Anni 260 a.C.

### 268 a.C.
- Guerra cremonidea: Cremonide, politico di Atene, si allea con Sparta e Tolomeo II, con l'obbiettivo di sconfiggere Antigono II e recuperare l'indipendenza delle città-stato greche. Altre città greche si uniscono.[34]
- Aśoka diventa imperatore Maurya, costui introdurrà il Buddismo nell'impero.

### 266 a.C.
- Con Arcesilao si passa dal periodo dell'Antica Accademia a quello dello scetticismo accademico nella storia dell'Accademia platonica.

### 265 a.C.
- Antigono riesce a sconfiggere Sparta e Atene e sedare la ribellione, mentre non è in grado di fronteggiare la flotta di Tolomeo nell'Egeo.
- Archimede, studioso ad Alessandria, inventa la vite di Archimede, primo meccanismo idraulico noto nella storia.

### 263 a.C.
- Antigono II, insieme a suo figlio Demetrio II sconfiggono definitivamente il regno dell'Epiro.
- Sparta e Atene si arrendono dopo aver subito troppi danni per via della guerra.

### 262 a.C.
- Seleuco, figlio di Antioco, tenta di ribellarsi dopo che era stato nominato reggente ed erede al trono, viene quindi messo a morte e sostituito da Antioco II Teo che lo stesso anno succederà al padre.

### 260 a.C.
- Seconda guerra siriaca: Antioco II si allea con Antigono II e i due muovono guerra contro Tolomeo Filadelfo per recuperare i territori anatolici finiti nelle sue mani.[35]
- Callimaco diventa il nuovo direttore della biblioteca di Alessandria.
- Archimede descrive per primo le leve.

## Anni 250 a.C.

### 258 a.C.
- Tolomeo II subisce una pesante sconfitta e perde il controllo dei suoi possedimenti intorno al Mar Egeo oltre che l'egemonia sulla lega nesiotica.

### 255 a.C.
- Tolomeo viene definitivamente sconfitto perdendo le dipendenze anatoliche, una pace temporanea è stabilita dai sovrani.
- Diodoto I, sembra un parente di Seleuco Nicatore, si ribella al governo seleucide e fonda il regno greco-battriano, chiamato così per i suoi contatti con l'India, in questo regno infatti si sviluppa un culto che cerca di unire la religione ellenistica greca al Buddhismo (buddhismo greco).[36]

### 253 a.C.
- Alessandro, figlio di Cratero, tenta di ribellarsi e diventare re di Macedonia, ottenendo l'appoggio delle città greche e con particolare importanza della lega etolica e di Tolomeo II.

### 251 a.C.
- Arato, nobile di Sicione, diventa tiranno della città terminando gli anni di instabilità politica della città che seguirono la morte di Clinia (padre di Arato), in seguito divenne anche stratega della lega achea.[37]

### 250 a.C.
- Data approssimativa della composizione della Septuaginta, la prima traduzione del Tanakh in greco, precisamente nella lingua koinè, dialetto del greco antico che soppiantò gli altri dialetti e si affermò come lingua principale del mondo ellenistico.[38]
- Andragora si ribella e si dichiara indipendente dall'impero seleucide, fondando un nuovo regno in Partia.

## Anni 240 a.C.

### 246 a.C.
- Terza guerra siriaca: Antioco II divorzia dalla moglie Berenice (figlia di Tolomeo II) per tornare da Laodice I, entrambi i coniugi sono assassinati da Laodice che nomina Seleuco II re dell'impero – il nuovo faraone Tolomeo III, nel tentativo di vendicare la sorella, attacca l'impero Seleucide e lo sconfigge occupando Antiochia e la maggior parte della Siria.[39]
- Laodice nomina Antioco Ierace come reggente dell'impero, ma quest'ultimo inizia a litigare con il fratello Seleuco II.

### 245 a.C.
- Tolomeo III marcia fino a Babilonia e Susa mentre Seleuco si allea con il regno greco-battriano.
- La rivolta di Alessandro a Corinto viene sedata.

### 243 a.C.
- Gli eserciti di Tolomeo arrivano fino in Battria ma sono costretti a ritornare in Egitto dopo vari ammutinamenti.
- La lega achea espande la propria influenza su tutto il Peloponneso con l'eccezione di Sparta.
- Antigono II infligge grandi sconfitte navali su Tolomeo liberando il mar Egeo dal suo controllo.

### 241 a.C.
- Sparta appoggia la lega achea nella rivalità contro la lega etolica, ma diventa instabile.

### 240 a.C.
- Eratostene calcola la circonferenza del pianeta Terra con un margine di errore relativamente basso comparato al valore reale.
- Prima osservazione nota della cometa di Halley, avvenuta in realtà nella Cina degli stati combattenti, il prossimo passaggio è registrato in Babilonia.

## Anni 230 a.C.

### 239 a.C.
- Seleuco e Tolomeo concludono una pace con cui i possedimenti tolemaici arrivano fino all'Oronte; in seguito si scontra in Siria contro il fratello Ierace nella fase chiamata guerra fraterna o guerra Laodicea.[40]

### 238 a.C.
- Datazione del decreto di Canopo in onore di Tolomeo III, la stele presenta un'iscrizione in geroglifico, demotico e koinè e precede di qualche decennio la stele di Rosetta.
- Arsace, capostipite dei Parni, un popolo iranico nomade, invade la satrapia di Andragora e si stanzia nella regione, dove diverranno noti come Parti, e nascerà l'impero partico.[41]
- I Seleucidi e i Galati attaccano Pergamo, governata da Attalo, ma vengono respinti, iniziando l'età d'oro del regno di Pergamo.

### 236 a.C.
- Antioco Ierace riesce a sconfiggere il fratello ad Ancira, e in seguito si ritira oltre il Tauro.
- Eratostene diventa il nuovo direttore della biblioteca di Alessandria, nasce la filologia.

### 234 a.C.
- Fondazione della lega epirota.
- Demetrio II inizia a sviluppare relazioni amichevoli con la lega achea.

### 232 a.C.
- Seleuco II tenta di sconfiggere i Parti nella loro terra ma viene pesantemente sconfitto, portando l'impero Seleucide alla crisi.

### 230 a.C.
- Gli Illiri cacciano i Macedoni dalla loro terra in alleanza con l'Epiro, in seguito compiono incursioni di pirateria nel Mediterraneo.
- Epigono scolpisce il Galata morente e Galata suicida.

## Anni 220 a.C.

### 229 a.C.
- Antigono III Dosone, nuovo sovrano della Macedonia (in attesa che Filippo V arrivi alla maggiore età), appoggia le tribù illiriche contro la repubblica romana, portando a un inasprimento delle relazioni con le poleis greche.

### 228 a.C.
- Attalo di Pergamo sconfigge Antioco Ierace, il suo regno si estende nella penisola anatolica. Ierace viene in seguito imprigionato lasciando solo Antioco sul trono seleucide, ma anche lui morirà poco dopo e sarà seguito dal figlio.
- Guerra cleomenea: Cleomene III difende Sparta dagli attacchi della lega achea e la sconfigge gravemente.[42]

### 225 a.C.
- Seleuco III dichiara guerra ad Attalo ma viene sconfitto decisivamente.

### 224 a.C.
- Sparta sconfigge la lega achea e la insegue fino all'istmo di Corinto, la lega chiede l'aiuto di Antigono III che riconquista Argo, la città di Megalopoli viene distrutta.

### 223 a.C.
- Seleuco III viene tradito ed assassinato, è succeduto da suo figlio Antioco III.
- Diodoto viene spodestato dal regno greco-battriano e rimpiazzato dalla dinastia di Eutidemo I, che di seguito fa guerra contro i Parti.

### 222 a.C.
- Sparta è vinta nella battaglia di Sellasia – Antigono III, alla testa di una forte confederazione di alleati entra trionfante nella città lacedemone per la prima volta, la Grecia diventa ancora più dipendente dalla Macedonia.[43]
- Pergamo viene sconfitto dall'esercito seleucide.

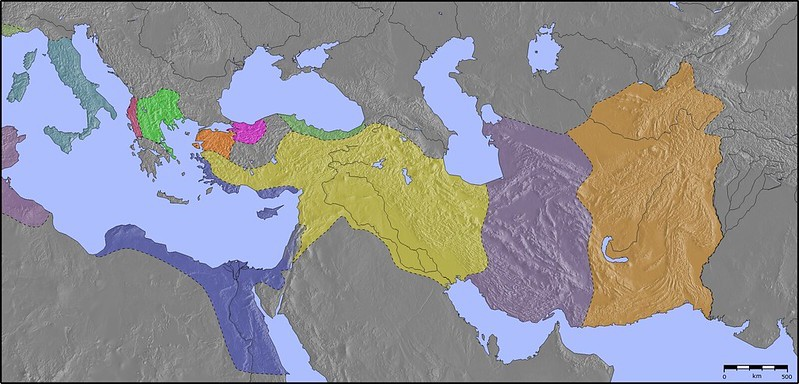
Mondo ellenistico sul finire del III secolo a.C.

### 221 a.C.
- Sosibio diventa ministro di Tolomeo IV, esercitando però più potere di lui.
- Molone ed Alessandro si ribellano ad Antioco III e rendono indipendenti le satrapie di Babilonia, Media e Persis, ma vengono poco dopo assaliti dai Parti che espandono il loro impero.

### 220 a.C.
- Guerra degli alleati: la lega etolica invade il Peloponneso, ricevendo la risposta della simmachia ellenica (la lega achea, il regno di Macedonia e altre polis). Filippo V affronta gli alleati della lega etolica (Sparta e l'Elide).[44]
- Interferenze illiriche in Grecia; Demetrio di Faro attacca la repubblica romana e compie incursioni in Grecia fino a Pilo.
- Anioco III sconfigge i vari satrapi rivoltosi, in seguito conquista l'Atropatene e si allea con il re di Ponto sposandone la figlia; in seguito Acheo (il generale che aveva sconfitto il regno di Pergamo) si distacca in Anatolia. Antioco si reca per sedare la ribellione lasciando Ermia in Siria, in seguito assassinato sotto sospetti di star cospirando contro Antioco.[45]

## Anni 210 a.C.

### 219 a.C.
- Quarta guerra siriaca: Antioco III attacca il regno tolemaico riuscendo a riconquistare Tiro e la ricca città di Seleucia di Pieria e si accampa in Fenicia, per poi spostarsi in Palestina.[43]

### 217 a.C.
- Antioco è sconfitto nella monumentale battaglia di Rafah presso Gaza, alla fine i due regni raggiungono un accordo con cui Antioco si ritira dalla Celesiria ma si tiene Seleucia, da questo momento i sovrani seleucidi adotteranno anche il titolo re di Siria, in pratica un regno costituente nell'impero Seleucide.
- Fine della guerra degli alleati con la Pace di Naupatto, la guerra è una vittoria macedone, benché ormai fosse arrivata ad uno stallo.

### 215 a.C.
- Filippo V, su consiglio di Demetrio di Faro, si allea con Annibale, condottiero cartaginese, per recuperare alcuni territori finiti nelle mani di Roma (trattato tra Annibale e Filippo V di Macedonia).
- Antioco conclude un'alleanza con Pergamo e insieme sconfiggono il rivoltoso Acheo.

### 214 a.C.
- Prima guerra macedonica: Filippo V penetra in Illiria e giunge fino ad Apollonia, dove i Romani hanno la meglio.[46]

### 212 a.C.
- Invasione terrestre macedone dell'Illiria.
- Antioco III parte per riconquistare i territori orientali dell'impero, lungo la strada riceve l'appoggio del re dell'Armenia che inizia a pagare tributi per poi conquistare il regno.
- Morte di Archimede, il grande matematico e padre dell'idrostatica e che aveva aiutato Siracusa durante il suo assedio da parte dei romani, venendo ucciso proprio da loro.

### 211 a.C.
- Le legioni romane siglano un'alleanza con la lega etolica contro Filippo V, che quindi si mobilitano da sud. Alla coalizione si uniscono anche Sparta e Pergamo.
- Antioco III sferra un'incursione micidiale contro l'impero partico (guerre seleuco-partiche), divampa infatti in Ircania arrivando fino alla capitale partica, infine i Parti si arrendono e diventano vassalli di Antioco.

## Anni 200 a.C.

### 208 a.C.
- Antioco continua la sua spedizione fino al fiume Hari dove sconfigge il regno greco-battriano e poi raggiunge un compromesso pacifico con esso non essendo riuscito a conquistare Battra.
- Nabide sale al potere come tiranno di Sparta e avvicina la città al regno di Macedonia.

### 206 a.C.
- Antioco III consolida le sue riconquiste penetrando nell'Hindu Kush fino alla piana della moderna città di Kabul, qui riesce ad allearsi con Sofagaseno, re indiano locale e corrispondente dell'impero Maurya.[45]
- La lega etolica viene sconfitta di nuovo da Filippo V, mentre la guerra con Roma arriva ad uno stallo.

### 205 a.C.
- Antioco dirige la sua attenzione verso i satrapi difettanti e li soggioga, in seguito schiavizza alcuni regni arabi nel Meridione. Avendo ristabilito il potere dell'impero Seleucide dopo anni di instabilità e crisi, e avendolo espanso fino ad includere gran parte delle terre un tempo conquistate da Alessandro Magno, riceverà lui stesso il titolo Magno proprio per questa analogia.

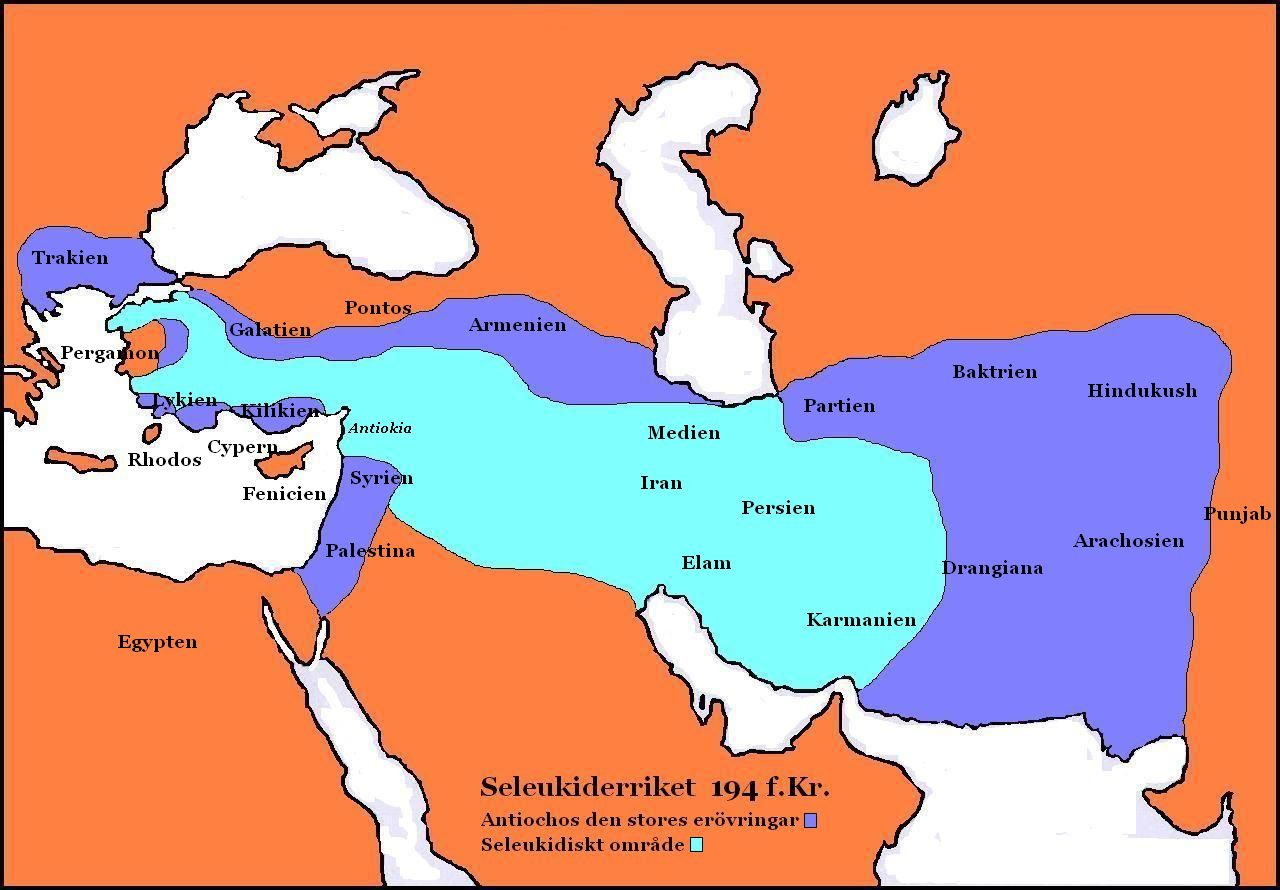
Massima estensione dell'impero Seleucide.

- Guerra di Creta: Filippo V e Roma firmano la pace di Fenice con cui Filippo si ritira dall'Illiria, in seguito spedisce la sua armata verso l'isola di Rodi per ristabilire un potere sull'Anatolia, nella seguente battaglia (che vide Filippo, Nabide, la lega etolica e alcuni pirati contro Rodi, Pergamo e Cnosso) Filippo spedisce l'esercito in Tracia e sbarca nell'Ellesponto, in seguito coinvolgendo Antioco III per annientare i Tolemaici indeboliti e poi spartirsi i loro possedimenti settentrionali.[47]

### 202 a.C.
- Quinta guerra siriaca: Con Tolomeo V, l'Egitto sprofonda in un periodo di anarchia quando la corte reale tenta di assumere il controllo del giovane re (prima Sosibio e poi Agatocle), approfittando Antioco III sferra un attacco sulla Celesiria.[35]

### 201 a.C.
- Filippo V conquista Taso, Samo e tenta di sottomettere Chio ma viene allontanato dalla coalizione nemica e arriva in Caria.
- Nabide tenta di recuperare le terre perdute da Sparta attaccando la lega achea (in cui era stata obbligata ad entrare), ma viene rallentato dallo stratega della lega Filopemene.

### 200 a.C.
- L'esercito macedone sconfigge la coalizione nemica nei pressi di Mileto e in seguito attacca il regno di Pergamo.
- Atene entra in conflitto contro la lega etolica e chiede aiuto prima ad Attalo di Pergamo e poi direttamente a Roma, riuscendo a difendersi dall'assedio.
- Seconda guerra macedonica: in risposta all'attacco macedone su Atene, Roma dichiara guerra a Filippo V e costui è costretto ad abbandonare la campagna in Anatolia occidentale per affrontare i romani in Illiria.

## Anni 190 a.C.

### 198 a.C.
- Il console romano Tito Quinzio Flaminino assieme alla lega achea infligge grandi sconfitte a Filippo V che viene confinato in Tessaglia e poi cacciato fuori dalla Grecia.
- Antioco III sconfigge Tolomeo V e riesce a conquistare definitivamente la Celesiria e la Palestina, ma non continua l'invasione fino all'Egitto per timore di un intervento romano, si dirige in Asia Minore. Fa sposare Tolomeo con sua figlia Cleopatra I come parte dell'armistizio.

### 197 a.C.
- I Macedoni soffrono una grave sconfitta a Cinocefale e in seguito Filippo V si arrende. Mentre riesce a mantenere il trono, la Macedonia diventa stato tributario dei romani, mentre la Grecia diventa dipendente da Roma avendola aiutata nel conflitto, con l'eccezione di Sparta che seppur ancora parte della lega achea stava conducendo una campagna militare parallela.[48]

### 196 a.C.
- Tito Quinzio Flaminino è accolto in Grecia come un liberatore, in seguito dirige la sua attenzione verso Sparta, l'unica città che ancora esercitava una forma di piena autonomia.
- La nascita di una biblioteca a Pergamo unita a un embargo sul papiro imposta dall'Egitto porta alla nascita della pergamena.
- Datazione della stele di Rosetta.
- Antioco III conquista la Tracia e inizia una guerra fredda con i romani, sospettoso che possano interferire contro di lui.

### 195 a.C.
- Guerra laconica: Nabide viene attaccato dai romani e la lega achea, strappando a Sparta il porto di Giteo e in seguito marciando su Sparta e sconfiggendo Nabide, che si isola in Laconia. In tal modo l'intera penisola ellenica finisce sotto influenza romana.[49]
- Aristofane di Bisanzio è il nuovo direttore della biblioteca di Alessandria.

### 194 a.C.
- Le legioni romane ritornano in Italia lasciando in Grecia un regno di Macedonia indebolito, una Sparta indebolita, un'Atene neutrale e le leghe etolica ed achea, ancora in una situazione di rivalità.

### 192 a.C.
- Guerra romano-siriaca: Roma, la Macedonia, Pergamo, la lega achea ed Atene dichiarano guerra all'impero seleucide e alla lega etolica. Antioco III sbarca in Grecia arrivando dall'Eubea, intanto Filopemene sferra l'ultimo attacco contro Sparta e uccide Nabide.[50]

### 191 a.C.
- Antioco si scontra con le forze romane di Manio Acilio Glabrione e Catone Censore, venendo sconfitto alle Termopili e ritirandosi verso Efeso, Roma, dopo aver battuto la lega etolica, decide di inseguire Antioco in Anatolia su consiglio di Scipione Africano.

### 190 a.C.
- Rodi e Pergamo, alleate di Roma, affrontano l'esercito seleucide presso l'Eurimedonte e vincono, è interessante notare che l'esercito di Antioco era guidato da Annibale, alla sua corte da qualche anno.
- Antioco III tenta di negoziare con i romani, ma non accettando i termini per la pace ricomincia la guerra e rimane gravemente sconfitto a Magnesia.

## Anni 180 a.C.

### 189 a.C.
- Antioco III si ritira oltre il Tauro e i romani assegnano i territori anatolici a Pergamo. In seguito Scipione Asiatico sconfigge la lega etolica insieme a Filippo V e poi Gneo Manlio Vulsone rincorre i Galati nella loro terra.
- Artaxias e Zariadres si ribellano ad Antioco ristabilendo l'indipendenza del regno d'Armenia.

### 188 a.C.
- Con la pace di Apamea Roma si intromette ufficialmente nel mondo ellenico – l'impero seleucide viene ridotto e costretto a pagare un tributo alla repubblica. Antioco III morirà poco dopo.
- Annibale fugge nel regno di Bitinia, dopo aver incontrato il suo storico nemico Scipione Africano.

### 185 a.C.
- Le guerre civili in Egitto vengono concluse con l'assassinio dei rivoltosi, ma il regno è ancora in crisi.
- Con la morte dell'ultimo re, l'impero Maurya si disgrega in più regni rivali.

### 181 a.C.
- Con la morte di Tolomeo V sale al trono Tolomeo VI con reggenza di Cleopatra I, che si rivela in realtà la vera governante.
- Il regno del Ponto attacca la Cappadocia e Pergamo arrivando in Galazia.

### 180 a.C.
- Aristarco di Samotracia è il nuovo bibliotecario di Alessandria.
- Il regno greco-battriano invade l'India arrivando fino a Pataliputra, queste terre vengono amministrate da Apollodoto, parente di Eutidemo e che diventerà re del regno indo-greco, chiamato così proprio perché ebbe forti relazioni con l'India, inoltre erano buddhisti greci.[51]
- Produzione della Nike di Samotracia, ad opera della scuola rodia.

## Anni 170 a.C.

### 179 a.C.
- Con la morte di Filippo V, suo figlio Perseo eredita il trono, condurrà alleanze sia con Roma che con l'impero Seleucide.
- Il regno del Ponto viene sconfitto e si ritira dalle terre invase.

### 175 a.C.
- Con la morte di Seleuco IV, figlio di Antioco III il quale stava tentando di negoziare coi romani per avere indietro il fratello (ostaggio dei romani), il trono viene preso dal fratello Antioco IV e il figlio Antioco, in opposizione all'usurpatore Eliodoro. Crisi dinastica dell'impero.

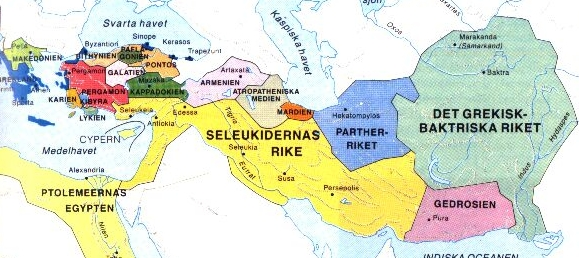
Medio Oriente nel 175 a.C.

### 172 a.C.
- In Palestina, gli ebrei godevano di ampia autonomia nella loro regione dai tempi dell'impero achemenide, lentamente iniziarono ad adottare alcuni modi di vivere greci pur praticando la loro religione monoteistica, grazie alle riforme del sommo sacerdote Giasone (giudaismo ellenistico). Quest'ultimo venne in seguito usurpato da Menelao.

### 171 a.C.
- Terza guerra macedonica: Roma, alleatasi con Pergamo, attacca di nuovo la Macedonia che stava tentando di espandersi in Grecia sotto re Perseo. Inizialmente riescono a respingere l'attacco romano.[52]

### 170 a.C.
- Perseo sconfigge i romani in Tessaglia.
- Sesta guerra siriaca: Tolomeo VI richiede il ritorno della Celesiria, in risporsta Antioco IV invade l'Egitto tolemaico sottomettendolo tutto con l'eccezione di Alessandria ancora di Tolomeo, che diventa suo fantoccio –  l'Egitto è governato da Tolomeo VI assieme a Tolomeo VIII e Cleopatra II.[35]
- Eucratide usurpa il trono greco-battriano.

## Anni 160 a.C.

### 168 a.C.
- La repubblica romana sconfigge l'Illiria e l'Epiro, alleati di Perseo, indebolendolo notevolmente, in seguito Lucio Emilio Paolo Macedonico sconfigge definitivamente la Macedonia a Pidna, il regno viene trasformato in stato cliente di Roma, perdendo la sua indipendenza.
- Antioco IV scende in Egitto e lo riconquista dopo che aveva tentato di secedere, ma in seguito si ritira dopo un intervento diplomatico romano, riesce comunque a conquistare l'intera Siria.
- Giasone ritorna come sommo sacerdote di Gerusalemme dopo essere stato spodestato.

### 167 a.C.
- Rivolta maccabea: Antioco IV, nel tentativo di rinforzare anche la sua influenza sulla Giudea, bandisce le pratiche ebraiche e converte il Secondo Tempio in un luogo di culto pagano. Il sacerdote Mattatia, opponendosi all'editto, fugge insieme agli Asidei e i Maccabei, guidati da Giuda Maccabeo.[53]

### 166 a.C.
- Giuda Maccabeo sconfigge l'esercito seleucide in più battaglie sollevando l'intera Giudea e le regioni del Levante, Antioco IV invece invade l'Armenia e si scontra con i Parti che si stavano espandendo di nuovo a discapito del regno greco-battriano.

### 164 a.C.
- Con la morte di Antioco IV il regno finisce al figlio, con Lisia come reggente essendo ancora un bambino, quest'ultimo è battuto dai Maccabei ad Hebron, i giudei riconquistano Gerusalemme e purificano il Tempio – questo evento è ricordato nella festa ebraica di Chanukkah.
- Fioritura di Pergamo grazie alle opere artistiche della Scuola di Pergamo, in gran parte oggi conservate nel Pergamonmuseum.[54]

### 163 a.C.
- Tolomeo VI viene ristabilito come singolo re d'Egitto e riconquista il suo regno, il fratello invece governa sulla Cirenaica.
- Timarco si ribella in Media.
- I Maccabei compiono campagne militari in Idumea, Ammon, Galilea fino alla Filistea.

### 162 a.C.
- Giuda Maccabeo assedia la fortezza di Acra in Gerusalemme per poi affrontare i seleucidi a Beth-Zechariah dove soffre la sua prima sconfitta, durante l'assedio di Gerusalemme Lisia e i Maccabei raggiungono un compromesso restaurando la libertà religiosa in Giudea. In seguito Lisia si sposta per sconfiggere i rivoltosi (un certo Filippo).[55]
- Con l'aiuto di Polibio, Demetrio I, erede al trono di Seleuco IV ma che era finito prigioniero a Roma dopo la sconfitta nella guerra romano-siriaca, scappa e prende il trono seleucide uccidendo il cugino Antioco e il reggente Lisia.

### 161 a.C.
- Nonostante la pace, i Maccabei si ritrovano ad affrontare i sacerdoti filo-ellenici capitanati da Alcimo, che viene rimosso e fugge alla corte di Demetrio per chiedere aiuto. I Maccabei stabiliscono relazioni amichevoli con il Senato romano.

### 160 a.C.
- Demetrio spedisce un'armata in Giudea per sedare completamente la ribellione; il suo generale commette stragi in Palestina e riconquista Gerusalemme uccidendo Giuda Maccabeo.
- Il regno greco-battriano, oramai gravemente indebolito, viene attaccato da quello indo-greco.

## Anni 150 a.C.

### 159 a.C.
- Eucratide affronta in campo aperto Apollodoto per poi compiere razzie nell'India settentrionale, viene poi assassinato durante una campagna contro i Parti.

### 158 a.C.
- Demetrio I attacca la Cappadocia e il suo re fugge a Roma.

### 154 a.C.
- Attalo II di Pergamo sconfigge la Bitinia insieme a Roma e la Cappadocia.

### 153 a.C.
- Alessandro Bala, il quale sostiene di essere figlio di Antioco IV, inizia una rivoluzione e si incorona re di Siria. Demetrio spedisce tutte le sue forze per arrestarlo, alleandosi temporaneamente con Gionata Maccabeo a cui affida Gerusalemme. In seguito però si allea con Alessandro e diventa sommo sacerdote.[56]

### 150 a.C.
- Demetrio viene sconfitto da Alessandro Bala che viene riconosciuto da tutti i regnanti come imperatore seleucide, in seguito sposa Cleopatra Tea, figlia di Tolomeo VI.
- Gruppo del Laocoonte, altra opera scultorea della scuola rodia, risale a questo periodo.

## Anni 140 a.C.

### 149 a.C.
- Quarta guerra macedonica: Andrisco, un enigmatico principe greco, assume il trono di Macedonia fingendosi Filippo VI, figlio di Perseo, costui tenterà di recuperare le terre un tempo appartenute all'indipendente regno macedone e in un primo momento avrà la meglio su Roma.[57]
- Nicomede II usurpa il trono di Bitinia.

### 148 a.C.
- Andrisco viene pesantemente sconfitto da Quinto Cecilio Metello Macedonico a Pidna. Con questa battaglia finisce ufficialmente il regno di Macedonia, che diventa una semplice provincia – è il primo regno ellenistico a cadere. Una rivolta da un altro Pseudo-Filippo viene messa a tacere.[58]

### 146 a.C.
- Guerra acaica: La lega achea viene assaltata dall'esercito romano dopo che costoro avevano attaccato Sparta, che lentamente si era avvicinata a Roma, sotto Metello e Lucio Mummio Acaico le legioni distruggono Corinto e l'intera Grecia diventa parte della repubblica romana, con l'eccezione di Atene che rimane cliente, molte città greche vengono devastate mentre Sparta è risparmiata.[59]
- Ipparco di Nicea determina la linea dell'equinozio.

### 145 a.C.
- Tolomeo VII diventa sovrano dopo la morte in battaglia del predecessore, insieme a Cleopatra II, in seguito viene però sostituito da Tolomeo VIII.
- Ipparco determina la durata dell'anno solare.

### 144 a.C.
- I Parti conquistano Babilonia.

### 142 a.C.
- Con l'aiuto dei Tolemaici, Demetrio II ritorna in Siria dopo che era stato esiliato e sconfigge Bala conquistando Antiochia, in poco tempo però Diodoto Trifone usurpa il trono e stabilisce il figlio di Bala, Antioco VI (che era stato spedito da un re arabo locale), ma muore poco dopo.
- Rivolta di Filippo: Ultima insurrezione anti-romana in Macedonia, ad opera di un ennesimo Pseudo-Filippo VI.[60]

### 141 a.C.
- Simone Maccabeo, sommo sacerdote, diventa governatore di Gerusalemme dopo un compromesso con i seleucidi, in questo modo nasce il regno Asmoneo di Giuda, dopo la dinastia degli Asmonei.

## Anni 130 a.C.

### 139 a.C.
- Ipparco calcola la durata del mese sinodico.

### 138 a.C.
- Antioco VII caccia Diodoto Trifone e si riprende il trono.
- Datazione approssimativa degli Inni delfici.

### 136 a.C.
- Carneade abbandona il titolo di direttore della riformata accademia di Atene

### 134 a.C.
- Ipparco scopre la processione equinoziale e cataloga le prime stelle.[61]

### 131 a.C.
- Eumene III di Pergamo attacca Roma a sorpresa e riesce a vincere.
- Cleopatra II esilia Tolomeo VIII e la sua famiglia e si proclama regina sola, Tolomeo VIII riesce comunque a farsi riconoscere come re d'Egitto insieme a Cleopatra III e Tolomeo Menfite.[62]

## Anni 120 a.C.

### 129 a.C.
- Il regno di Pergamo viene inglobato nella repubblica romana a seguito della sua sconfitta da parte di Marco Peperna.
- Ad Ecbatana i Seleucidi vengono sconfitti e cacciati dai Parti fuori dalla Mesopotamia. Approfittando, Demetrio II ritorna al trono.
- Ipparco riesce a calcolare la distanza della Luna fornendosi di un'eclissi solare totale.

### 128 a.C.
- Alessandro Zabina, presunto figlio di Alessandro Bala, si dichiara re di Siria e combatte Demetrio II (poi il figlio Seleuco V e Cleopatra Tea) per poi affrontare i Tolemaici.

### 126 a.C.
- Tiro si rivolta al controllo Seleucide.

### 125 a.C.
- Antioco VIII viene nominato da Cleopatra Tea imperatore seleucide.

### 120 a.C.
- Fondazione dei regni di Commagene, Gordiene, Osroene, inizialmente vassalli del regno armeno di Tigrane II (alleato dei Parti).
- Mitridate VI diventa re del Ponto ed espande i suoi domini fino al Bosforo.[63]

## Anni 110 a.C.

### 116 a.C.
- Tolomeo X diventa re d'Egitto con Cleopatra III, ma la corte preferisce Tolomeo IX e Cleopatra IV.
- Antioco IX e Antioco VIII si spartiscono i territori seleucidi della Siria.

### 115 a.C.
- Primo contatto tra la Cina Han e l'impero Partico.

## Anni 100 a.C.

### 106 a.C.
- Mitridate VI del Ponto conquista la Paflagonia assieme al regno di Bitinia.

### 101 a.C.
- La Cirenaica si separa dall'Egitto.

### 100 a.C.
- Approssimativa composizione dei libri I e II Maccabei, considerati oggi deuterocanonici.
- Il regno greco-battriano crolla a causa delle migrazioni degli Yuezhi, un popolo proveniente dalla terra degli Xiongnu in Cina, i quali in seguito saccheggiarono il regno indo-greco che si frammenterà in più regioni rivali, motivo del suo indebolimento.[64]
- A questo periodo risale il mosaico sulla battaglia di Isso.

## Anni 90 a.C.

### 97 a.C.
- Mitridate VI invade la Cappadocia.

### 96 a.C.
- Seleuco VI diventa imperatore in opposizione con Demetrio III.

### 95 a.C.
- Guerra civile per il trono Seleucide tra Antioco X, Antioco XI, Filippo I e Demetrio III.[65]

### 92 a.C.
- Primo contatto diplomatico tra il romano Lucio Cornelio Silla e alcuni ambasciatori dell'impero Partico.
- Antioco di Ascalona rigetta lo scetticismo iniziando il medioplatonismo, seguito dal neoplatonismo.
- Lenta diffusione del Neopitagorismo, che si affermerà molto dopo.

## Anni 80 a.C.

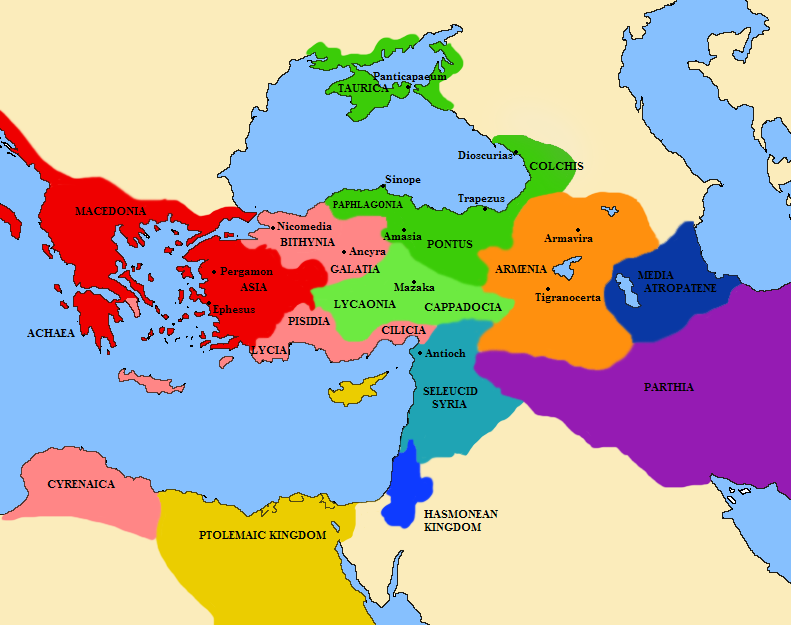
Asia Minore all'inizio del I secolo.

### 89 a.C.
- Prima guerra mitridatica: Roma stava espandendo la sua influenza sull'Anatolia, e così stava facendo anche il regno del Ponto di Mitridate VI, le due armate quindi si affrontarono in Frigia e Cilicia, inizialmente Mitridate riuscì ad espellere i romani conquistando l'intera Anatolia.[66]

### 88 a.C.
- Mitridate, avendo espulso i romani dall'Asia, tenta di sbarcare in Grecia ma viene sconfitto a Rodi.
- Aristione diventa tiranno ad Atene e fa insorgere la Grecia romana.

### 87 a.C.
- Silla sbarca ad Atene e assedia la città e il Pireo.
- Fabbricazione della macchina di Anticitera.

### 86 a.C.
- Capitolazione di Atene nelle mani romane.
- Le forze pontiche sbarcate in Grecia vengono respinte in due battaglie decisive.

### 84 a.C.
- L'esercito romano marcia in Anatolia occidentale e viene raggiunto il trattato di Dardano, con cui si ha uno status quo ante bellum.
- Antioco XII (figlio di Antioco VIII) viene ucciso in guerra contro i Nabatei, il trono è ereditato da Filippo I, Antioco XIII e Cleopatra Selene, già in opposizione.

### 83 a.C.
- Seconda guerra mitridatica: Nonostante i termini della pace, Lucio Licinio Murena attacca Mitridate VI spingendosi fino in Cappadocia.[67]

### 81 a.C.
- La seconda guerra contro Mitridate finisce con esito inconcludente.

## Anni 70 a.C.

### 76 a.C.
- Salomè Alessandra diventa regina della Giudea.

### 75 a.C.
- Terza guerra mitridatica: Mitridate decide di allearsi col ribelle Sertorio e attaccare Roma, e inizialmente riesce a sconfiggerla presso Calcedonia.[68]
- Gaio Giulio Cesare, in viaggio a Rodi, viene preso temporaneamente in ostaggio dai pirati.

### 73 a.C.
- Lucio Licinio Lucullo assedia Cizico mentre Mitridate va a chiamare i suoi alleati, Lucullo in seguito parte per la Bitinia e la Galizia attaccando le città del Ponto.

### 72 a.C.
- Mitridate viene sconfitto decisivamente a Cabira, costui fugge verso il genero Tigrane II in Armenia, Lucullo sottomette il Ponto e subentra nel regno armeno.

### 70 a.C.
- Declino e distruzione del regno indo-greco – frammentatosi in più regni rivaleggianti e continuamente attaccato dagli invasori Yuezhi, scomparirà con l'arrivo dei Saci (Sciti) che si stabiliranno nel grande regno Indo-Scita, anch'esso si frammenterà in satrapie (occidentali e settentrionali) e sarà a sua volta distrutto dagli Indo-Parti, l'impero Kusana e gli Indo-Sasanidi nel corso dei primi due secoli d.C. La cultura ellenistica scompare lentamente nella regione indiana.[69]

## Anni 60 a.C.

### 69 a.C.
- I romani conquistano Tigranocerta, la capitale del regno armeno che diventa tributario di Roma e si frammenta.
- Creta viene conquistata dai romani per allontanare le attività di pirateria (provincia di Creta e Cirene).

### 67 a.C.
- Mitridate ritorna nel suo regno e attacca di sorpresa i romani e li sconfigge.
- Guerra piratica: Gneo Pompeo manda la flotta romana per fermare finalmente le varie bande di pirati che devastavano e saccheggiavano il Mediterraneo. Tutti i pirati vengono catturati.[70]

### 66 a.C.
- Pompeo, avendo silenziato gli attacchi di pirateria per mare, arriva sul Tauro e sconfigge Mitridate VI in modo decisivo, la vittoria gli varrà il titolo Magno. Mitridate fugge prima in Colchide e poi nell'odierna penisola di Crimea.

### 65 a.C.
- Guerra contro Albani e Iberi: Pompeo conduce una rappresaglia contro la Colchide, l'Iberia e l'Albania caucasica, con l'intento di inseguire Mitridate. Lucio Afranio invece attacca i regni vicini dell'Armenia.[71]

### 64 a.C.
- Guerra siriaca pompeiana: Pompeo, devastato il regno del Ponto, sconfitto Mitridate (che si era suicidato) e sottomessa l'Anatolia, si unisce al suo generale Afranio e insieme marciano sulla Siria seleucide, che ormai aveva perso la sua indipendenza ed era perseguitata da continue lotte dinastiche – destituì Filippo II Filoromeo e annetté la regione, scontrandosi con i Nabatei. Si tratta della fine dell'impero Seleucide.

### 63 a.C.
- Guerra giudaica pompeiana: Pompeo, debellati i Nabatei, interferisce nella disputa tra Aristobulo II e Giovanni Ircano II, dove si schierò dalla parte di quest'ultimo. In seguito espugna Gerusalemme e trasforma il regno asmoneo in un protettorato romano.

Estensione della repubblica romana nel 60 a.C. circa.

## Anni 50 a.C.

### 58 a.C.
- Berenice IV usurpa il padre Tolomeo XII e governa assieme a Cleopatra V (o Cleopatra VI, ma la sua esistenza è dibattuta).

### 56 a.C.
- Cesare, Pompeo e Crasso formano il primo triumvirato e dopo gli accordi di Lucca si spartiscono la repubblica in sfere d'influenza – l'Oriente va a Pompeo.[72]

### 53 a.C.
- I romani sono sconfitti gravemente nella battaglia di Carre dai Parti, nella battaglia muore Marco Licinio Crasso e si interrompono le relazioni semi-amichevoli che c'erano tra i due imperi negli anni passati. I due imperi, e anche i suoi successori – impero bizantino e impero sasanide – si faranno guerra per secoli (vedasi guerre romano-persiane).[73][74]

### 51 a.C.
- Alla morte di Tolomeo XII diventano sovrani d'Egitto Tolomeo XIII e la ben più nota Cleopatra (VII).

## Anni 40 a.C.

### 48 a.C.
- Terza guerra civile romana: Un tempo alleati e uniti nel primo triumvirato, Cesare e Pompeo diventano rivali e si affrontano in guerra aperta in Grecia ed Epiro. Pompeo viene sconfitto a Farsalo e fugge in Egitto dove viene assassinato.
- Anche Cesare arriva in Egitto per aiutare Cleopatra VII (adesso sua amante) a deporre Tolomeo XIII ed Arsinoe IV, le fazioni si affrontano nelle vicinanze di Alessandria d'Egitto e Tolomeo è sconfitto nella guerra alessandrina.[75]
- Un incendio devasta la grande biblioteca di Alessandria.

### 47 a.C.
- Guerra pontica: Lasciato l'Egitto, Cesare attraversa il Levante dove seda gli ultimi segni di rivolta e affronta Farnace II, figlio di Mitridate VI, che aveva tentato di ristabilire la sua potenza – la veloce vittoria di Cesare lo porterà a pronunciare le famose parole veni, vidi, vici.[76]
- Tolomeo XIV diventa re d'Egitto, ma il vero potere è nelle mani di Cleopatra.

### 46 a.C.
- Nascita del regno di Emesene, uno stato cliente di Roma nato in Siria per sostituire l'ormai scomparsa Siria seleucide, si tratta di un regno arabo.[77]

### 44 a.C.
- Alla morte di Cesare, Tolomeo XV (forse il suo figliastro illegittimo) diventa re d'Egitto con Cleopatra.

### 43 a.C.
- Quarta guerra civile romana: Il secondo triumvirato di Cesare Ottaviano (nipote di Giulio Cesare), Marco Emilio Lepido e Marco Antonio decide di dare la caccia ai Cesaricidi che avevano preso il controllo delle province orientali della repubblica.[78]

### 42 a.C.
- Gli eserciti del secondo triumvirato compiono azioni di rappresaglia contro i Cesaricidi mentre Ottaviano affronta i due assassini principali, Bruto e Cassio, a Filippi dove riesce a vincere.

### 41 a.C.
- Mentre Ottaviano è impegnato a mettere a tacere le ultime forze dei Cesaricidi Marco Antonio arriva in Egitto dove diventa amante di Cleopatra.

### 40 a.C.
- Con la pace di Brindisi i triumviri si spartiscono la repubblica in sfere d'influenza. La regione ellenistica è affidata a Marco Antonio e Cleopatra.[79]
- L'impero partico arriva al suo massimo splendore sotto Pacoro, conquistando tutta la Siria con l'eccezione di Tiro e la Giudea, che viene affidata al fantoccio Antigono II Asmoneo.

## Anni 30 a.C.

### 39 a.C.
- Mentre tutti i Cesaricidi e nemici della repubblica sono morti o stati sconfitti, rimane Sesto Pompeo che imprime opposizione nel Mediterraneo.

### 38 a.C.
- Publio Ventidio Basso insegue l'esercito partico e li porta alla ritirata.

### 37 a.C.
- I romani riconquistano Gerusalemme dai Parti e installano Erode il Grande come re del nuovo stato satellite di Giudea. Inizia la dinastia erodiana, la stessa che regnava durante la nascita di Cristo.

### 36 a.C.
- Marco Antonio compie operazioni militari contro l'impero partico spingendosi fino alla Media Atropatene, ma si ritira dopo un assedio fallito.

### 34 a.C.
- Marco Antonio decide di marciare contro il regno d'Armenia e ne occupa la capitale, annettendo il regno.
- Donazioni di Alessandria: Tolomeo XV "Cesarione" riceve Egitto e Cipro, Alessandro Elio Armenia e Media, Cleopatra VIII Cirenaica e Libia (dove sopravviverà). Cleopatra e Marco Antonio diventano sovrani ellenistici.[80]

### 32 a.C.
- La Grecia si ribella alla giurisdizione di Antonio e Cleopatra, il Senato romano dichiara guerra a Marco Antonio e spedisce Ottaviano a sconfiggerlo, riaprendo il conflitto civile.

### 31 a.C.
- Ottaviano sconfigge Marco Antonio nella strategica battaglia di Azio, Antonio e Cleopatra perdono velocemente potere e decideranno di suicidarsi.[81]
- Caduto anche l'Egitto Tolemaico, questo anno segna convenzionalmente la conclusione dell'età ellenistica, per quanto la sua cultura continuerà ad influenzare la cultura romana ed occidentale. Poco dopo la repubblica romana diverrà impero sotto Ottaviano, ora Augusto.

Espansione di Roma.